# Båndby
Båndby er et byudviklingsprincip, som forudså bebyggelsen placeret ikke som en samlet kompakt enhed, men derimod som en langstrakt og forholdsvis smal bebyggelse langs et sammenhængende vejstrøg.
Båndby-princippet blev i Danmark afprøvet, da arkitekten Peter Bredsdorff fra 1959 til 1962 udarbejdede "Forslag til dispositionsplan for BY PÅ NORDALS", idet den planlagte bydannelse med forudsat 16.000 indbyggere strakte sig fra Nordborg til Guderup. I de følgende år gik man i gang med at virkeliggøre planen, men da oliekrisen slog igennem i 1973, gik udviklingen i stå, og båndbyen viste sig da fra sin uheldige side, idet der intet centrum var, ligesom bydannelsen med sin langstrakte form virkede meget lidt bymæssig.
Båndby-princippet blev ligeledes lagt til grund ved Gullestrup-planen i 1965 (ligeledes ved Peter Bredsdorff), men her begrænsede den efterfølgende virkeliggørelse sig til en torso, der blot understregede byplanprincippets fallit.